# 耳をすましてごらん
「耳をすましてごらん」（みみをすましてごらん）は、1972年7月にリリースされた本田路津子のシングル。
南野陽子がカバーし、1990年8月1日に19枚目のシングルとしてリリースされた。

## 耳をすましてごらん（本田路津子）
「耳をすましてごらん」（みみをすましてごらん）は、1972年7月21日に発売された本田路津子の6枚目のシングル。

### 概要
1972年の連続テレビ小説『藍より青く』の主題歌。『藍より青く』の脚本を担当した山田太一が作詞、音楽を担当した湯浅譲二が作曲・編曲を手がけている。
21.5万枚を売上げ、既に「秋でもないのに」や「ひとりの手」をリリースしていた本田にとって最大のヒット曲となった。
本田は同年に『第23回NHK紅白歌合戦』に出場し、この曲を歌っている。
B面収録『藍より青く』は、連続テレビ小説『藍より青く』のテーマ曲（Instrumental）に歌詞をつけたもので、『耳をすましてごらん』と同じく、山田・湯浅が作詞及び作曲・編曲を担当。

### 収録曲
- 両楽曲共に、作詞：山田太一／作曲・編曲：湯浅譲二

1. 耳をすましてごらん（3分21秒）
2. 藍より青く（3分40秒）

## 耳をすましてごらん（南野陽子のシングル）
「耳をすましてごらん」（みみをすましてごらん）は、南野陽子19枚目のシングル。1990年8月1日にCBS・ソニーからリリースされた。

### 概要
シングル3か月連続リリースの第3弾。表題曲は、同年日本テレビ系で放送された24時間テレビスペシャルドラマ『いつか見た青い空』の主題歌。
カップリングの「思いのままに」は1989年に発売されたアルバム『GAUCHE』からのリカットで、前述の24時間テレビ「愛は地球を救う」のメッセージ・ソングとして採用され、本作には新アレンジによる再録で収録された。

### 収録曲
1. 耳をすましてごらん
作詞: 山田太一／作曲: 湯浅譲二／編曲: 若草恵
2. 思いのままに (New Version)
作詞: 平出よしかつ／作曲: 亀井登志夫／編曲: 萩田光男